# Germagnat
Germagnat ist eine ehemalige französische Gemeinde mit 134 Einwohnern (Stand: 1. Januar 2020) im Département Ain in der Region Auvergne-Rhône-Alpes. Sie gehörte zum Arrondissement Bourg-en-Bresse.
Mit Wirkung vom 1. Januar 2017 wurde Germagnat zusammen mit der früheren Gemeinde Chavannes-sur-Suran zu einer Commune nouvelle mit dem Namen Nivigne et Suran zusammengelegt.

## Geografie
Die Ortschaft liegt in der Région naturelle Revermont und wird vom Fluss Suran passiert. 
Umgeben wird Germagnat von den Nachbargemeinden und der Commune déléguée von Nivigne et Suran:
| Pouillat | Montfleur                                   |             |
|          | Kompassrose, die auf Nachbargemeinden zeigt | Aromas      |
|          | Chavannes-sur-Suran (Commune déléguée)      | Corveissiat |

## Geschichte
Germagnat war einer der Heimatorte des Adelsgeschlechts Toulongeon, namentlich von Jean II. de Toulongeon.

## Bevölkerungsentwicklung

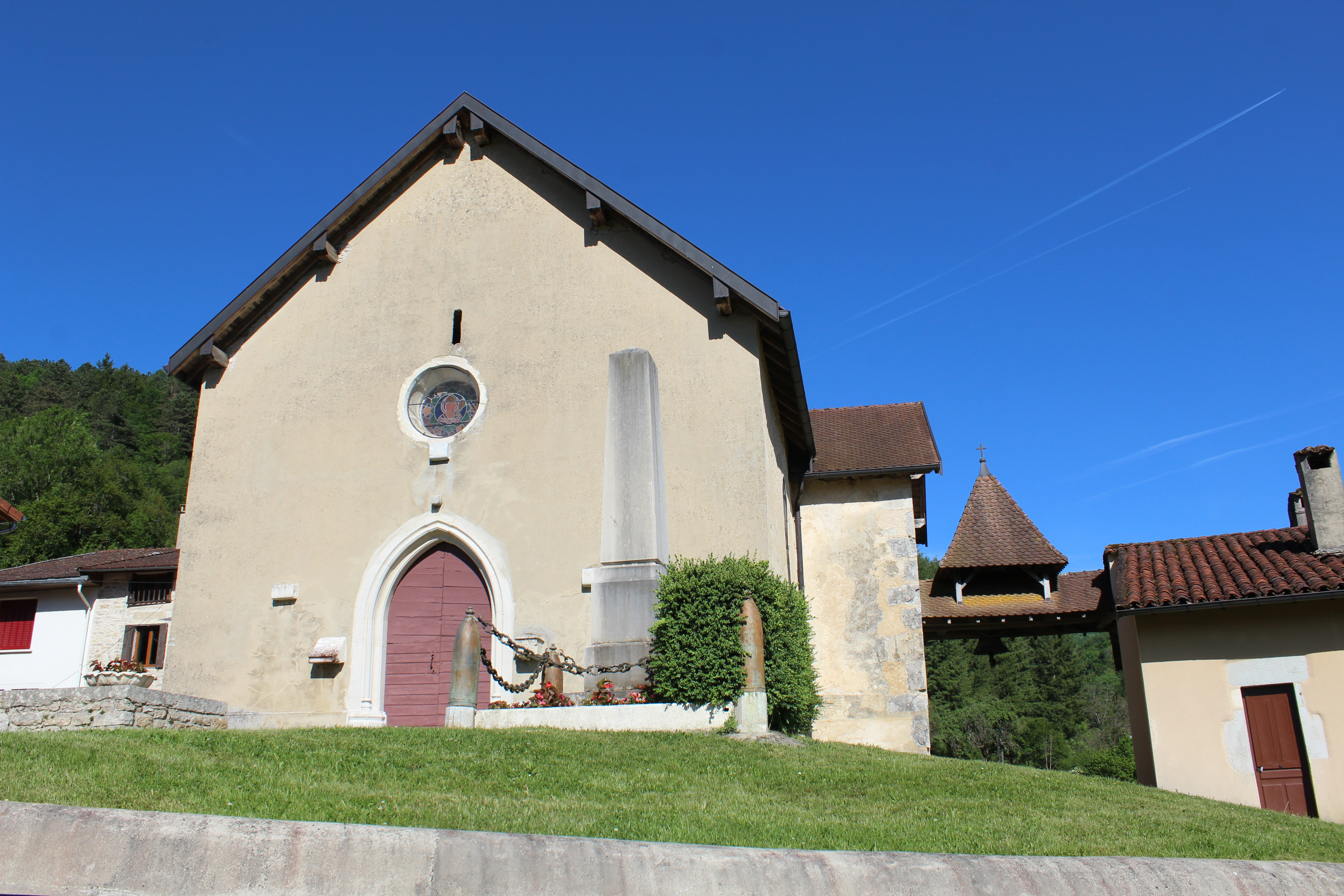
Kirche Saint-Germain

| Germagnat: Einwohnerzahlen von 1793 bis 2016                                                                               | Germagnat: Einwohnerzahlen von 1793 bis 2016 | Germagnat: Einwohnerzahlen von 1793 bis 2016 | Germagnat: Einwohnerzahlen von 1793 bis 2016 | Germagnat: Einwohnerzahlen von 1793 bis 2016 |
| --- | -------------------------------------------- | -------------------------------------------- | -------------------------------------------- | -------------------------------------------- |
| Jahr |                                              |                                              |                                              | Einwohner                                    |
| 1793 | 1793                                         |                                              | 461                                          | 461                                          |
| 1800 | 1800                                         |                                              | 505                                          | 505                                          |
| 1806 | 1806                                         |                                              | 478                                          | 478                                          |
| 1821 | 1821                                         |                                              | 355                                          | 355                                          |
| 1831 | 1831                                         |                                              | 368                                          | 368                                          |
| 1836 | 1836                                         |                                              | 371                                          | 371                                          |
| 1841 | 1841                                         |                                              | 382                                          | 382                                          |
| 1846 | 1846                                         |                                              | 413                                          | 413                                          |
| 1851 | 1851                                         |                                              | 362                                          | 362                                          |
| 1856 | 1856                                         |                                              | 313                                          | 313                                          |
| 1861 | 1861                                         |                                              | 330                                          | 330                                          |
| 1866 | 1866                                         |                                              | 306                                          | 306                                          |
| 1872 | 1872                                         |                                              | 326                                          | 326                                          |
| 1876 | 1876                                         |                                              | 331                                          | 331                                          |
| 1881 | 1881                                         |                                              | 317                                          | 317                                          |
| 1886 | 1886                                         |                                              | 328                                          | 328                                          |
| 1891 | 1891                                         |                                              | 291                                          | 291                                          |
| 1896 | 1896                                         |                                              | 310                                          | 310                                          |
| 1901 | 1901                                         |                                              | 327                                          | 327                                          |
| 1906 | 1906                                         |                                              | 326                                          | 326                                          |
| 1911 | 1911                                         |                                              | 275                                          | 275                                          |
| 1921 | 1921                                         |                                              | 241                                          | 241                                          |
| 1926 | 1926                                         |                                              | 248                                          | 248                                          |
| 1931 | 1931                                         |                                              | 230                                          | 230                                          |
| 1936 | 1936                                         |                                              | 224                                          | 224                                          |
| 1946 | 1946                                         |                                              | 162                                          | 162                                          |
| 1954 | 1954                                         |                                              | 136                                          | 136                                          |
| 1962 | 1962                                         |                                              | 131                                          | 131                                          |
| 1968 | 1968                                         |                                              | 113                                          | 113                                          |
| 1975 | 1975                                         |                                              | 105                                          | 105                                          |
| 1982 | 1982                                         |                                              | 90                                           | 90                                           |
| 1990 | 1990                                         |                                              | 86                                           | 86                                           |
| 1999 | 1999                                         |                                              | 92                                           | 92                                           |
| 2006 | 2006                                         |                                              | 133                                          | 133                                          |
| 2011 | 2011                                         |                                              | 146                                          | 146                                          |
| 2016 | 2016                                         |                                              | 142                                          | 142                                          |
| Quelle(n): EHESS/Cassini bis 1999, INSEE ab 2006 Anmerkung(en): Ab 1962 offizielle Zahlen ohne Einwohner mit Zweitwohnsitz |                                              |                                              |                                              |                                              |

## Sehenswürdigkeiten
- Gotische Kirche Saint-Germain
- Burgruine